# Gazera
Gazera é um gênero de traça pertencente à família Brachodidae.